# Parafia Matki Bożej Wniebowziętej w Lubawce
Parafia Matki Bożej Wniebowziętej w Lubawce – nieistniejąca parafia Kościoła Polskokatolickiego w RP, położona w dekanacie dolnośląskim diecezji wrocławskiej. Parafia została zniesiona w 2015 roku ze względu na brak wiernych. 

## Historia
Bezpośrednią przyczyną powstania parafii polskokatolickiej w Lubawce było niezadowolenie rzymskokatolickich parafian ze swoich duchownych (postulowali zmianę proboszcza, na co rzymskokatolickie władze nie chciały dać przyzwolenia). Oburzeni wierni nawiązali kontakt z parafią polskokatolicką w odległym o 15 km Boguszowie. W konsekwencji ludzie skierowali prośbę do Kurii Biskupiej Diecezji Wrocławskiej Kościoła Polskokatolickiego o utworzenie w Lubawce parafii Kościoła Narodowego. Rozglądając się za odpowiednim obiektem, uzyskano zgodę na użytkowanie pocysterskiej ruiny kościółka położonego na uboczu Lubawki (Podlesie). 10 lipca 1976 odprawiono pierwszą polskokatolicką mszę św. w Lubawce. 
Wobec tej sytuacji władze rzymskokatolickie zdecydowały się spełnić żądania zbuntowanych wiernych, którzy coraz bardziej zaczęli się skupiać wokół ubogiej polskokatolickiej świątyni. Dokonały więc zmiany proboszcza w miejscowej parafii rzymskiej, który był powodem konfliktu. To generalnie zadowoliło zbuntowanych wiernych, którzy powrócili do swojej parafii. Przy kościółku polskokatolickim pozostały wówczas tylko dwie osoby. Wkrótce jednak parafia zaczęła się rozrastać. 3 sierpnia 1976 kościół poświęcił ks. inf. Antoni Pietrzyk – zwierzchnik diecezji wrocławskiej Kościoła Polskokatolickiego. W ostatnich latach polskokatolicyzm zaczął zanikać na terenie parafii w wyniku czego w 2015 roku nastąpiła formalna likwidacja parafii. Budynek kościelny jest nieczynny.